# Římskokatolická farnost Pustá Kamenice
Římskokatolická farnost Pustá Kamenice je územním společenstvím římských katolíků v rámci chrudimského vikariátu královéhradecké diecéze.

## O farnosti

### Historie
Kostel v Pusté Kamenici je poprvé připomínán v roce 1350. V roce 1677 byl již v natolik zuboženém stavu, že byl zbořen. O tři roky později byl postaven slohově jednotný barokní kostel nový nákladem majitelů rychmburského panství. Půdorys kostela je údajně zmenšenou kopií půdorysu centrální části basiliky sv. Petra ve Vatikánu. V letech 1995–1997 proběhla generální rekonstrukce kostela.

### Současnost
Farnost je spravována ex currendo z Krouny.
| Kostel          | Místo          | Bohoslužba     | Bohoslužba                      | Poznámka     |
| --------------- | -------------- | -------------- | ------------------------------- | ------------ |
| Kostel sv. Anny | Pustá Kamenice | neděle čtvrtek | 9.30 16.00 v zimě, 17.00 v létě | farní kostel |